# Abraham ben Samuel ibn Chasdai
Abraham ben Samuel (ha-Levi) ibn Chasdai (hebräisch אברהם הלוי בן שמואל אבן חסדאי) (* 12. oder 13. Jahrhundert, möglicherweise in Barcelona; † 1240 in Barcelona) war ein jüdischer Übersetzer und Dichter. Zahlreiche kulturgeschichtlich bedeutende arabische Werke philosophischer, wissenschaftlicher und belletristischer Art übersetzte er ins Hebräische. 

## Leben
Abraham ben Samuel entstammte einer angesehenen Familie jüdischer Gelehrter. Im Maimonidesstreit ergriff er Partei zugunsten des großen Gelehrten. In seinen Briefen verteidigte er auch den jüdischen Kommentator und Grammatiker David Kimchi (Radak), der zu Rambams prominenten Anhängern gehörte. Er wurde von seinen Gegnern wegen seiner Unterstützung von Rambam angegriffen. Abraham ben Samuel versuchte auch Jehuda Alfakhar und Rabbi Meir ha-Levi Abulafia in dieser Auseinandersetzung zu überzeugen.

## Werk
Zu seinen Übersetzungen ins Hebräische zählen:
- Mizan al-ʿAmal von al-Ġazālī: hebr. Moznei Ẓedek, unter Ersetzung von Koran-Passagen mit Parallelen aus Bibel und Talmud, herausgegeben von Jakob Goldenthal, 1834–1839
- der Sefer ha-Jesodot von Isaak ben Salomon Israeli, herausgegeben von Salomon Fried, 1900
- der Brief in den Jemen (Iggeret Teiman) des Maimonides
- der Sefer ha-Mitzvot des Maimonides
- der pseudo-aristotelische Liber de pomo, hebr. Sefer ha-Tappu’aḥ, in Form der maqāma. Shimʿon Eliʿezer ben Meʾir Kugel, Lemberg 1873.
- der Roman Barlaam und Josaphat, hebr. Ben ha-Melekh ve-ha-Nazir, herausgegeben von Avraham Me'ir Habermann, 1950

Er verfasste auch selbst hebräische Gedichte.